# Виранарасимха Тулува
Виранарасимха Тулува (Нарсимха III; ? — 1509) — махараджахираджа (царь царей) Виджаянагарской империи в 1505—1509 годах.

## Биография
Происходил из рода Тулува. Был сыном Нарасанаяки, влиятельного военачальника, который после смерти монарха Нарасимхарайи Салувы стал фактическим правителем империи. 
После его смерти в 1505 году началась борьба за власть между влиятельными феодалами. Однако Виренарасимхе удалось одолеть всех врагов, а затем он сверг номинального правителя Нарасимху II, став махараджахираджей.
С самого начала новый правитель был вынужден воевать против Биджапурского султаната во главе с Юсуфом, однако война закончилась поражением Юсуфа. Виджаянагар получил области Адони и Карнулу. Последние годы своего правления Виранарасимха провёл, подавляя многочисленные мятежи феодалов. Он добился благодаря поддержке португальцев, однако те получили контроль над портом Бхаткал.
В 1509 году он внезапно умер. Престол империи после него унаследовал его сводный брат Кришнадеварайя.